# E682 (Ecuador)
De E682 of Vía Colectora Loja-La Balsa (Verzamelweg Loja-La Balsa) is een secundaire nationale weg in Ecuador. De weg loopt van Loja naar de grens met Peru bij La Balsa en is 151 kilometer lang. 